# 帕克特
帕克特（法語：Pact，法語發音：[pakt]）是法国伊泽尔省的一个市镇，属于维埃纳区。

## 地理
帕克特（45°21'10"N, 4°59'29"E）面积9.74 平方千米，位于法国奥弗涅-罗讷-阿尔卑斯大区伊泽尔省，该省份为法国东南部内陆省份，北起顺时针与安省、萨瓦省、上阿尔卑斯省、德龙省、阿尔代什省、卢瓦尔省和罗讷省。
与帕克特接壤的市镇（或旧市镇、城区）包括：拉佩鲁斯莫尔奈、博尔派尔、贝勒加德-普雪、雅尔雪、多隆河畔穆瓦雪、勒韦勒图尔当。
帕克特的时区为UTC+01:00、UTC+02:00（夏令时）。

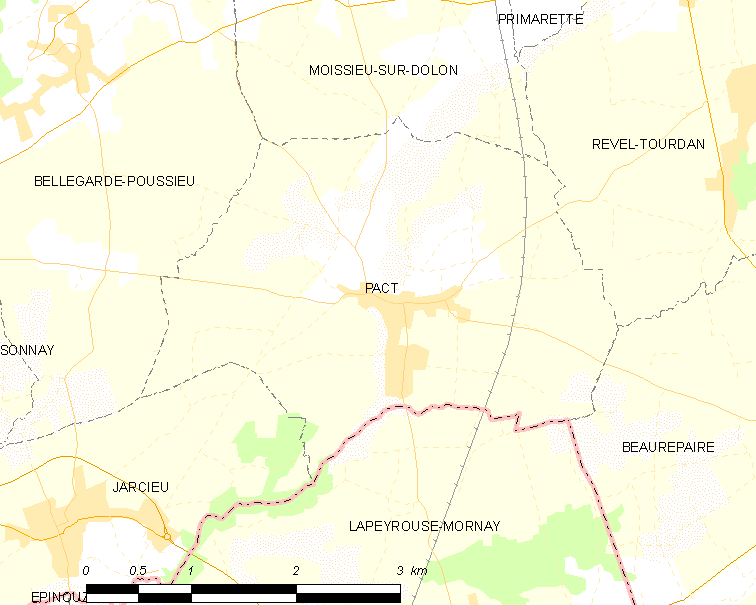
帕克特的OSM定位图

## 行政
帕克特的邮政编码为38270，INSEE市镇编码为38290。

## 政治
帕克特所属的省级选区为鲁西永县。

## 人口

1962-2008年间帕克特人口变化图示

帕克特于2022年1月1日时的人口数量为864人。